# Våler (Østfold)
Våler è un comune norvegese della contea di Østfold.
Dal 2020 al 2023 ha fatto parte della contea di Viken, poi soppressa.